# Thomas Gainsborough

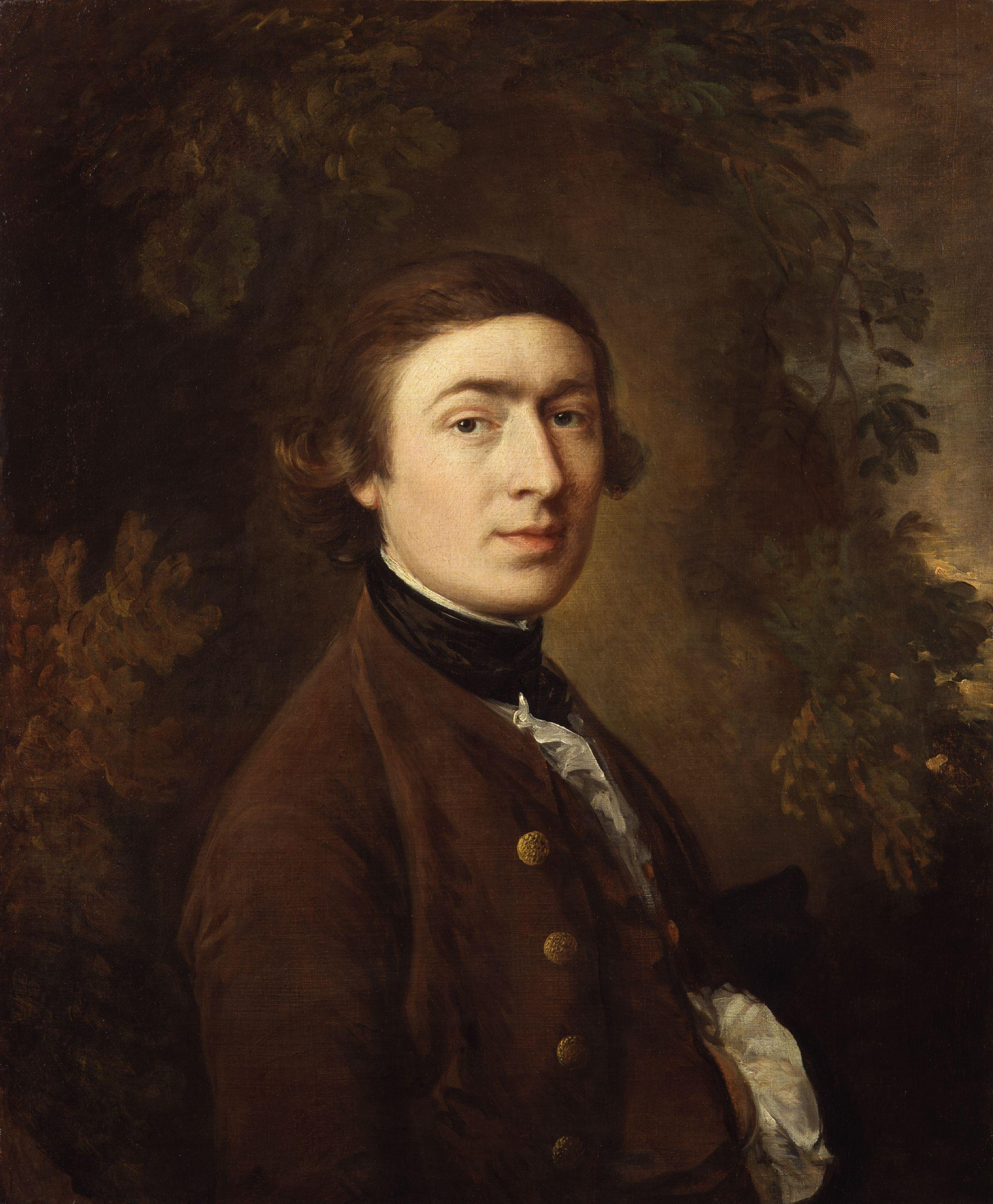
Selbstporträt, um 1759

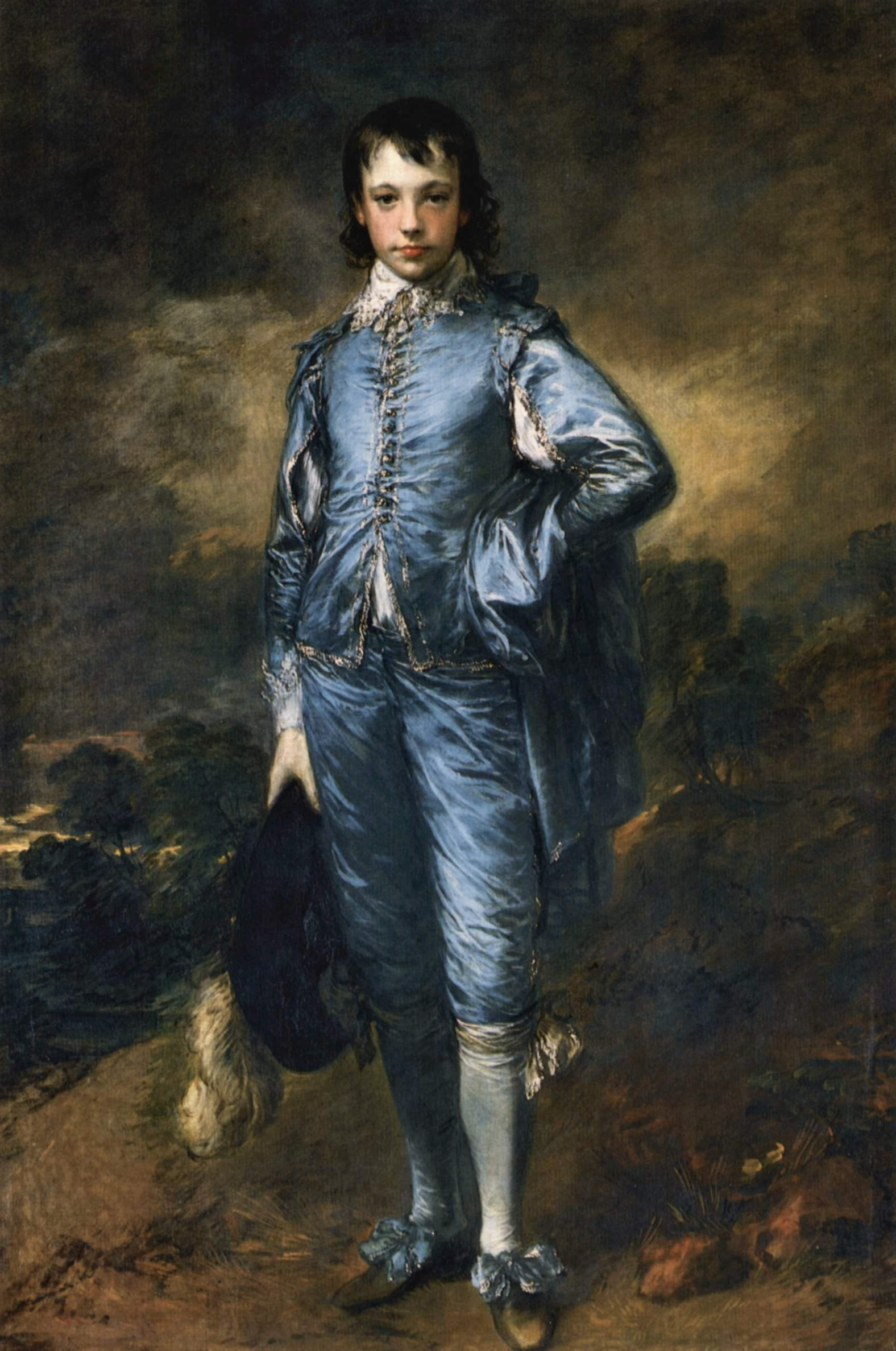
The Blue Boy

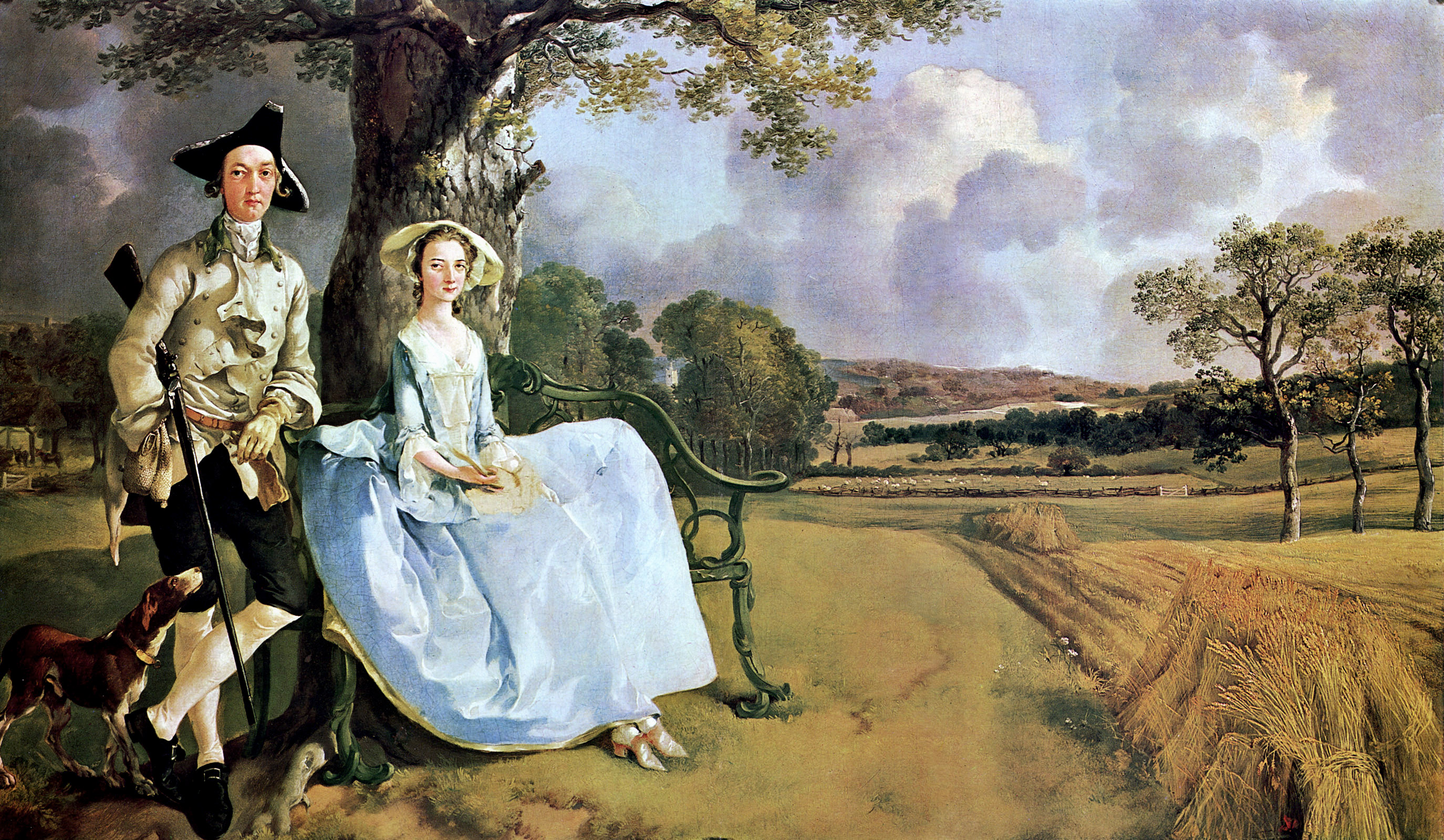
Mr and Mrs Andrews, um 1750

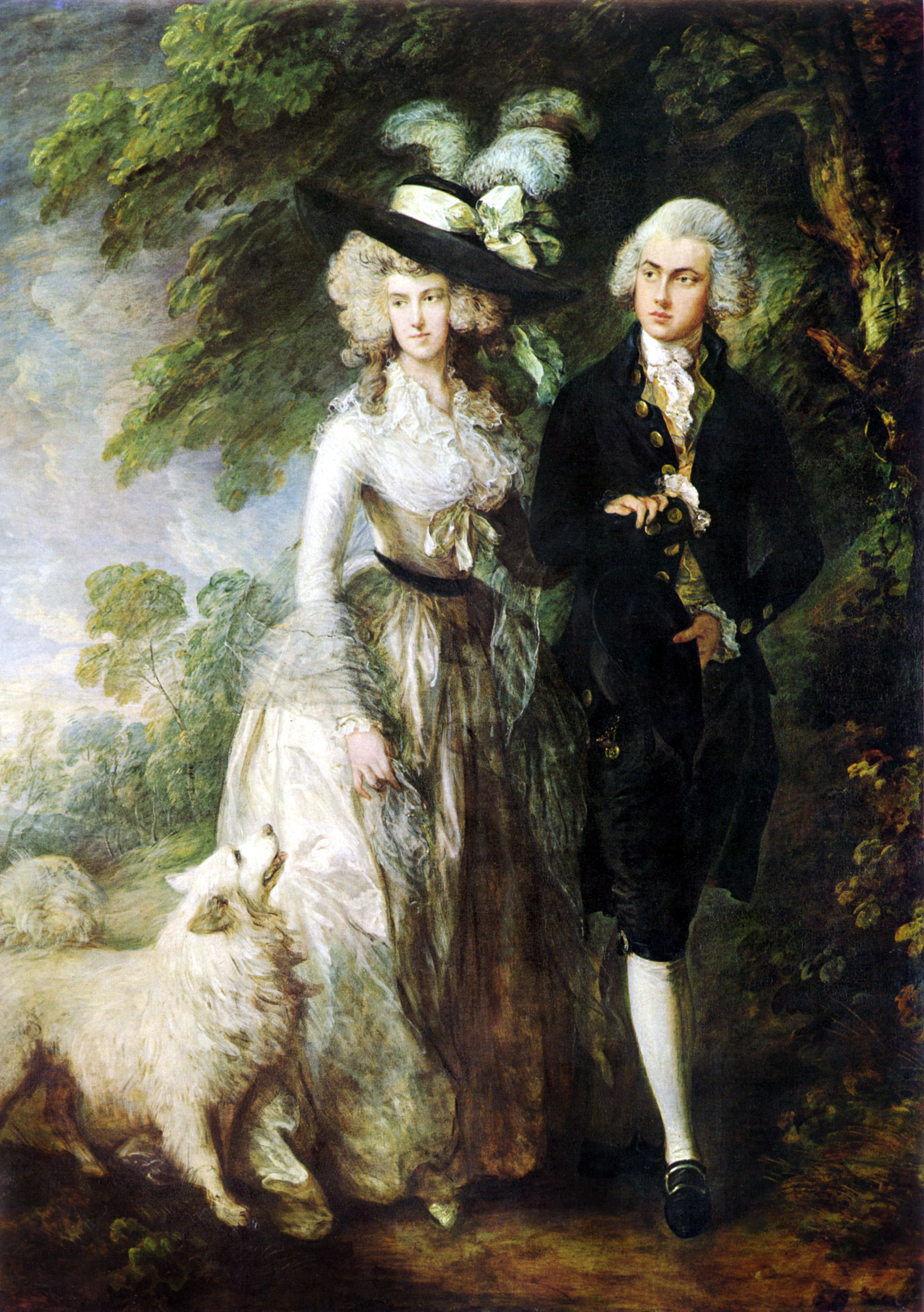
Der Morgenspaziergang, 1785

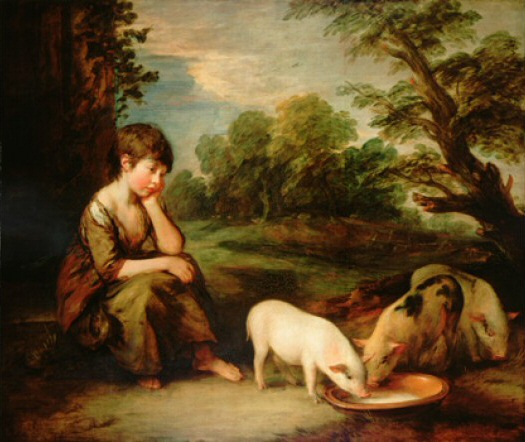
Mädchen mit Schweinen, ca. 1781–82

Thomas Gainsborough, RA FRSA (* 14. Mai 1727 in Sudbury, Suffolk; † 2. August 1788 in London) war ein englischer Maler, der sich besonders der Porträt- und Landschaftsmalerei widmete. Er gilt neben William Hogarth und Joshua Reynolds als bedeutendster englischer Maler des 18. Jahrhunderts.

## Leben

### Frühe Jahre
Gainsborough wurde als fünfter Sohn des Stoffhändlers John Gainsborough geboren und am 14. Mai 1727 getauft. Weil seine frühen Landschaftszeichnungen im familiären Kreise Eindruck machten, schickte ihn der Vater 1740 nach London, um dem Jungen ein Kunststudium zu ermöglichen. Dort hielt sich Gainsborough im Umkreis von Hubert-François Gravelot, Francis Hayman, William Hogarth und anderen Künstlern der Londoner St. Martin’s Lane Academy auf. Bereits 1743 betrieb der frühreife Künstler ein eigenes Atelier in Hatton Garden. Und mit 19 Jahren heiratete er 1746 die sechzehnjährige Margaret Burr, wahrscheinlich eine uneheliche Tochter des Duke of Beaufort. Im gleichen Jahr beteiligte er sich an der Ausschmückung des Londoner Foundling Hospital mit Gemälden.

### Mäßige Erfolge als Landschafts- und Porträtmaler
Die Erfolge als Maler waren zunächst nicht berauschend. So musste er sich eine Weile mit Imitationen holländischer Landschaftsbilder des 17. Jahrhunderts über Wasser halten. 1748 verließ er London wieder und kehrte nach Sudbury zurück. Dort malte er vor allem kleinformatige Porträts von Adligen vor einem Landschaftshintergrund, hatte aber immer noch Schwierigkeiten, sich als Maler zu etablieren, so dass er 1752 nach Ipswich zog, wo er sich vor allem in Musikerkreisen aufhielt, aber auch einige Bildnisse und Landschaften malte. Doch blieb der Kundenkreis auch hier begrenzt, so dass Gainsborough 1759 ins modische Bath zog.

### Durchbruch als Maler
Zu Gainsboroughs frühen Förderern zählt der englische Exzentriker Philip Thicknesse, der ihn in London und Bath in die vornehmeren gesellschaftlichen Kreise einführte. Zu seinen Freunden gehörten alsbald der Schauspieler David Garrick und der Musiker Johann Christian Bach. 1761 und 1763 nahm der Künstler an Londoner Kunstausstellungen mit lebendig gemalten Bildnissen teil, die in bewusstem Gegensatz zu Joshua Reynolds’ historisierenden Porträts stehen. Generell bewahrte er sich eine gewisse Unabhängigkeit bei seinen Porträts und Landschaftsdarstellungen. Dennoch stellte er als Gründungsmitglied der von Reynolds geleiteten Royal Academy of Arts, London, bei deren erster öffentlicher Ausstellung 1768 ein Porträt von Isabella Lady Molyneux aus.

### Gespaltenes Verhältnis zum Präsidenten der Royal Academy of Arts
Gainsboroughs Verhältnis zur Royal Academy mit ihrer Favorisierung alter kontinentaler Maltraditionen blieb aber gespalten, weil seine sensualistisch ausgerichtete Malweise der Farbe den Vorzug vor der akademischen Zeichnung gab. 1774 zog Gainsborough endgültig nach London, wo er sich als Porträtist etablierte, ja sogar zahlreiche Aufträge vom englischen Königshaus erhielt, aber auch in ständiger Konkurrenz zum Akademie-Präsidenten Reynolds stand, weil er bevorzugt empfindsame „fancy pictures“ vor ländlichem Hintergrund und nicht Historienbilder im „großen Stil“ malte. Am 2. August 1788 starb Gainsborough an einem Krebsleiden.

## Leistung
Bei seinen Porträts fällt auf, dass Gainsborough das Feinfühlige und Legere der Darstellung einer gekünstelten, steinernen Repräsentation vorzog, weshalb er seine Figuren nicht im Atelier, sondern in der freien Natur vor einem Landschaftshintergrund posieren ließ. Ein typisches Beispiel dafür ist das Porträt von William Hallett und seiner Frau Elizabeth bei ihrem Morning Walk (1785, London, National Gallery). Diesen Porträts sieht man auch an, wie fasziniert Gainsborough von Stoffen und modischer Kleidung war.
Der Künstler wandte sich schon früh gegen einen strengen Akademismus und versuchte, in seiner Malerei die seinerzeit propagierte Idealisierung der Motive in eine subtilere Art und Weise der bildlichen Darstellung zu überführen. Für Gainsborough konnte dies nur über die Sensibility erreicht werden, das heißt, der Betrachter sollte bei ihm nicht nur, wie es damals oft üblich war, ein Bild mit seinem angelesenen Vorwissen über die dargestellten idealen Motive erfassen, sondern mit persönlicher Einfühlung in das Bild eindringen. Diese Empfindsamkeit wird besonders in seinen Darstellungen von armen Leuten vor einem idyllisch-ländlichen Hintergrund deutlich, so etwa in seinem berühmten Cottage Girl with Dog and Pitcher (1785, Dublin, National Gallery of Ireland) oder in seiner Darstellung eines Mädchens mit Schweinen (ca. 1781–82).
Gainsboroughs Kunst wurde von den niederländischen Künstlern Jacob Izaaksoon van Ruisdael, Meindert Hobbema und Jan Wijnants, von den Franzosen Antoine Watteau und Jean-Honoré Fragonard (malerischer Duktus, Landschaftshintergrund), Hubert-François Gravelot und Anthonis van Dyck sowie der venezianischen Malerei beeinflusst.
Obwohl ein Einfluss von Gainsboroughs Naturauffassung auf die frühen Landschaften von John Constable zu erkennen ist, prägte sein Œuvre ansonsten kaum nachhaltig die nachfolgenden Künstlergenerationen.

## Ausstellungen in Deutschland (Auswahl)
- 2018: Thomas Gainsborough: Die moderne Landschaft, Hamburger Kunsthalle, Hamburg

## Werke (Auswahl)
- Der Jurist Joshua Grigby III. (Berlin, Staatliche Museen, Gemäldegalerie, Inv. Nr. KFMV 275), um 1760–65, Öl auf Leinwand, 127,5 × 102,2 cm
- Mrs. Siddons (London, National Gallery, Inv. Nr. NG 683), 1785, Öl auf Leinwand, 126 × 99,5 cm
- Mrs. Thomas Hibbert (München, Neue Pinakothek, Inv. Nr. FV4), 1786, Öl auf Leinwand, 127 × 101,5 cm
- Mr. und Mrs. Andrews, London, National Gallery, 1749/50, Öl auf Leinwand, 69,8 × 119,4 cm
- The Blue Boy, um 1770
- Cottage Girl with Dog and Pitcher, Dublin, National Gallery of Ireland, 1785
- Landschaft in Suffolk, Wien, Kunsthistorisches Museum (aus unbekannten Gründen nicht ausgestellt)

Wiederentdeckte Kreidezeichnungen

2017 wurde bekannt, dass sich die Royal Library der Royal Collection in Windsor im Besitz von 26 bisher unbekannten Kreidezeichnungen Gainsboroughs befindet, die sich in einem Bibliotheksband mit Skizzen, die bisher fälschlich Edwin Landseer zugeschrieben waren, wiederfanden.